# Katja Herbers
Katja Mira Herbers (Amsterdam, 19 oktober 1980) is een Nederlandse actrice, dochter van hoboïst Werner Herbers en violiste Vera Beths.
Herbers is sinds 2010 lid van het theatergezelschap van de Münchner Kammerspiele en sinds 2013 lid van het toneelgezelschap Het Nationale Toneel.

## Biografie
Na het St. Ignatiusgymnasium studeerde Katja Herbers korte tijd in New York, en werkte enige tijd als regie-assistente bij Het Nationale Toneel. Herbers volgde de Amsterdamse Toneel- en Kleinkunstacademie waaraan ze in 2005 afstudeerde. Al tijdens haar studie speelde ze in twee Pietje Bell-films en de Amerikaanse film Brush with Fate. 
In het theater speelde Herbers onder regie van Ivo van Hove bij Toneelgroep Amsterdam, bij Het Nationale Toneel, in De verschrikkelijke moeder van Alex van Warmerdam bij De Mexicaanse Hond, met onder anderen Pierre Bokma en Annet Malherbe. Van 2005 tot 2010 was zij verbonden aan NTGent, waar ze in veel stukken in regie van Johan Simons te zien was. Ook speelde zij in Het Wijde Land, De Eenzame Weg en de solovoorstelling Fraulein Else van Theu Boermans bij De Theatercompagnie. In 2012-2013 speelde zij een titelrol in Drie zusters bij Het Nationale Toneel, waarvoor ze de Guido de Moor-prijs won. Bij de Münchner Kammerspiele speelde ze in Hotel Savoy en Winterreise (regie Johan Simons), Wassa (regie Alvis Hermanis), en Plattform (regie Stephan Kimmig). De Müchner Kammerspiele is in 2013 uitgeroepen tot "Theater des Jahres".
Films waarin Katja Herbers is te zien, zijn onder meer Pietje Bell, De Uitverkorene, Loft, Süskind en Brammetje Baas. Op televisie was ze te zien als prinses Máxima in de miniserie Beatrix, Oranje onder vuur. Ze speelt Joyce in de hitserie Divorce. Met Bracha van Doesburgh is zij een vast duo bij Het Klokhuis. Van 2009 tot 2012 was ze te zien in het programma De vloer op.
Van 2014 tot eind 2015 speelde Herbers een hoofdrol in de Amerikaanse televisieserie Manhattan, geproduceerd door het in Chicago gevestigde WGN America.

## Toneel
- 2013 - Im wunderschönen Monat Mai (Reinbert de Leeuw)
- 2013 - De Ideale Man (Nationale Toneel)
- 2013 - Plattform (Münchner Kammerspiele)
- 2012 - Wassa (Münchner Kammerspiele)
- 2012 - Drie zusters (Nationale Toneel)
- 2011 - Winterreise (Münchner Kammerspiele)
- 2010/2011 - Hotel Savoy  (Münchner Kammerspiele)
- 2010 - Fraulein Else (De Theatercompagnie)
- 2008/2009 - De Eenzame Weg (De Theatercompagnie)
- 2007 - Het Wijde Land (De Theatercompagnie)
- 2007/2008 en 2009 - Instinct (NTGent)
- 2006 - Het Leven een Droom (NTGent)
- 2006 - Opening night (NTGent/Toneelgroep Amsterdam)
- 2006 - Edward II (NTGent)
- 2004/2005 - De verschrikkelijke moeder (De Mexicaanse Hond)

## Films en televisieseries
- Pietje Bell (2002) - Martha Bell
- Brush with Fate (2003) - Tanneke
- Kees de jongen (2003) - Rosa
- Pietje Bell 2: De Jacht op de Tsarenkroon (2003) - Martha Bell
- De Kroon (2004) - Kleindochter Karin
- Zinloos (2004)
- Baantjer (2004) - Nathalie van der Voort
- Bijlmer Odyssee (2004) - Penny
- Het Klokhuis (2006)
- Spoorloos verdwenen (2006) - Chantal de Vries
- Lieve lust (2005-2006) - Isabelle
- De uitverkorene (2006) - Marthe van der Laan
- Das Leben ein Traum (2007) - Rosaura
- Timboektoe (2007) - Arlette
- Trage liefde (2007) - Irma
- Amsterdam (2009) - Roos
- S1ngle (2009) - Daniëlle
- De storm (2009) - Krina
- De vloer op (2009 - 2012) - Verscheidene rollen
- Loft (2010) - Marjolein Hartman
- Sonny Boy (2011) - Vera Bartels
- Mijn opa de bankrover (2011) - Juffrouw Metz
- Van God Los (2011) - Marije
- Süskind (2012) - Fanny Philips
- Beatrix, Oranje onder vuur (2012) - Máxima Zorreguieta
- Brammetje Baas (2012) - Els Baas
- SOKO 5113 (2013) - Franziska Hofer
- Mannenharten (2013) - Nicole
- My Last Respects (2013) - Eva
- De onderkoning: Strijd om de grondwet (2014) - Hester van Hogendorp
- Toen was geluk heel gewoon (2014) - Ansjela
- De Poel (2014) - Jenny
- Divorce (2012-2016) - Joyce Waanders
- Manhattan (2014-2015) - Helen Prins
- The Americans (2015) - Evi Sneijder
- Mannenharten 2 (2015) - Nicole
- The Leftovers (2017) - Dr. Eden
- Weg Van Jou (2017) - Evi
- Manhunt: Unabomber (2017) - Linda Patrik
- Suspects (2018) Kathelijne Wetzels
- Westworld (2018-2020) - Emily Grace
- Evil (2019-2024) - Kristen Bouchard
- De kuthoer (2020) - Femke[4]
- Mrs. Davis (2023) - Mathilde LaFleur